# Phytomyza glabricola
Phytomyza glabricola este o specie de muște din genul Phytomyza, familia Agromyzidae, descrisă de Kulp în anul 1968. Conform Catalogue of Life specia Phytomyza glabricola nu are subspecii cunoscute.